# Hoșcea, Ucraina
Hoșcea (în ucraineană Гоща) este așezarea de tip urban de reședință a raionului Hoșcea din regiunea Rivne, Ucraina. În afara localității principale, nu cuprinde și alte sate.

## Demografie
Componența lingvistică a așezării de tip urban Hoșcea
     Ucraineană (98,11%)
     Rusă (1,52%)
     Alte limbi (0,27%)
Conform recensământului din 2001, majoritatea populației așezării de tip urban Hoșcea era vorbitoare de ucraineană (98,11%), existând în minoritate și vorbitori de rusă (1,52%).